# Телемарафон
Телемарафон або телемаратон (від «телевізійний марафон») — багатогодинна або багатоденна телевізійна безперервна трансляція з благодійною, політичною або іншою метою.
Як правило, телемарафон ставить за мету збір коштів на якусь благодійну справу або підтримання певних політичних подій. Під час телевізійного марафону в ефір запрошуються відомі політики, популярні артисти, спортсмени, інші знаменитості; новинна трансляція, огляд суміжних проєктів, інтерв'ю та обговорення поточних подій перемежаються інформацією про стан досягнення мети телемарафону, зверненнями медіаперсон на підтримку події, подекуди розважальними виступами тощо.

## В Україні
Від 26 лютого 2022 року, після широкомасштабного вторгнення Росії, в ефірі кількох загальнонаціональних каналів та радіостанцій транслюється спільний телемарафон «Єдині новини».
3 квітня 2024 року було зібрано голоси українців на закриття фінансування "Єдиного телемарафону".
15 квітня 2024 року Прем'єр-міністр України заявив, що перенаправлення коштів, виділених на "Єдиний телемарафон" та телеканал FreeDom, є недоцільним, оскільки реалізація єдиної інформаційної політики є пріоритетом національної безпеки в умовах воєнного стану.

24 квітня 2024 року Держдеп США вніс телемарафон "Єдині новини" до звіту про порушення прав людини в Україні.
“Наприклад, національний телевізійний марафон — ротаційна платформа каналів, які дотримуються урядової лінії у висвітленні війни — уможливив безпрецедентний рівень контролю над телевізійними новинами в прайм-тайм. Більше того, деякі ЗМІ повідомляли про те, що вже навесні 2022 року їх позбавили вигідних контрактів на наземне мовлення та чинили тиск з боку Офісу президента”, — наголошується у документі.